# Kałków (Opole)
Pour les articles homonymes, voir Kałków.
Kałków est une localité polonaise de la voïvodie d'Opole et du powiat de Nysa.